# Медвежье Ушко (село)
Медве́жье У́шко (укр. Медвеже Вушко) — село в Винницком районе Винницкой области Украины.
Код КОАТУУ — 0520683803. Население по переписи 2001 года составляет 1753 человека. Почтовый индекс — 23226. Телефонный код — 432.
Занимает площадь 2,144 км².

## История
Впервые село упоминается во времена Национально-освободительной войны украинского народа. Сначала земли входили в состав Винницкого староства, потом перешли во владение Николаю Грохольскому, возглавлявшему одно время подольское дворянство. Позднее село перешло во владение царской казны. Сельские жители были защищены от посягательств помещиков и платили налоги царю. Занимались крестьяне преимущественно скотоводством и земледелием, часть из них была каменщиками и плотниками.
До реформы 1861-го года почти все угодья (75 га) принадлежали Браиловскому монастырю, церкви. В 1863 году основана школа. В 1885 году являлось бывшим собственническим селом в составе Юзвинской волости, в котором проживало 826 человек и имелось 127 домашних хозяйств, а также православная церковь, школа (дошла до наших дней) и постоялый дом. По данным в 1900 году в Медвежьем ушке проживало 1562 человека.
В 1921 году был утвержден устав сельскохозяйственного общества «Объединение рабочих и крестьян». В 1922 году были открыты начальные и культурно-просветительные учреждения: артистическая группа, изба читальня. В 1923-м были открыты детские ясли на 20 детей. В 1928-м было основано садово-огородно-пасечниковое общество «Красный садик», кооперативное общество по выращиванию свеклы. В 1929—30-м был создан колхоз имени Дзержинского, основной специализацией которого было скотоводство и земледелие.
Во время Великой Отечественной войны, с 22 июля 1941 г. по 20 марта 1944 г. Медвежье Ушко было оккупировано нацистами. 83 мужчины были угнаны на принудительные работы в Германию. На территории села бои не велись.
В селе родилась известная подпольщица Мария Загребельная (работавшая в русской школе № 3 города Бар и погибшая в январе 1944-го в Жмеринке. В 1950-м был создан колхоз имени Петровского, специализировавшийся на садоводстве, скотоводстве и земледелии. В 1969-м была создана Подольская исследовательская станция садоводства, которая занималась выращиванием плодово-ягодных культур и выведением новых сортов.

## Религия
В селе действует храм Рождества Пресвятой Богородицы Винницкого районного благочиния Винницкой епархии Украинской православной церкви.

## Адрес местного совета
23226, Винницкая область, Винницкий р-н, с. Медвежье Ушко, ул. Школьная, 10; тел. 58-13-18.